# Fadime Suna
Fadime Suna (ur. 25 października 1986) – turecka lekkoatletka, specjalizująca się w biegach długich.
W 2008 zajęła odległe miejsce w biegu młodzieżowców podczas mistrzostw Europy w biegach przełajowych. Złota medalistka uniwersjady w biegu na 10 000 metrów z 2011. Reprezentowała swój kraj w drużynowych mistrzostwach Europy i stawała na podium mistrzostw Turcji. 
Rekord życiowy: bieg na 10 000 metrów – 33:11,92 (16 sierpnia 2011, Shenzhen). 

## Osiągnięcia
| Rok  | Impreza                                 | Miejsce   | Konkurencja             | Lokata      | Wynik    |
| ---- | --------------------------------------- | --------- | ----------------------- | ----------- | -------- |
| 2008 | Mistrzostwa Europy w biegach na przełaj | Bruksela  | bieg przełajowy na 6 km | 48. miejsce | 23:21    |
| 2010 | I liga drużynowych mistrzostw Europy    | Budapeszt | bieg na 3000 m          | 10. miejsce | 9:37,26  |
| 2011 | Uniwersjada                             | Shenzhen  | bieg na 10 000 m        | 1. miejsce  | 33:11,92 |
| 2016 | Puchar Europy w biegu na 10 000 m       | Mersin    | bieg na 10 000 m        | 18. miejsce | 35:22,81 |